# Liste der Monuments historiques in Labbeville
Die Liste der Monuments historiques in Labbeville führt die Monuments historiques in der französischen Gemeinde Labbeville auf.

## Liste der Bauwerke
| Bezeichnung        | Beschreibung | Standort              | Kennzeichnung | Schutzstatus | Datum | Bild           |
| ------------------ | ------------ | --------------------- | ------------- | ------------ | ----- | -------------- |
| Schloss Labbeville |              | Rue du Château (Lage) | PA00080100    | Inscrit      | 1981  | weitere Bilder |
| Kirche St-Martin   |              | (Lage)                | PA00080101    | Inscrit      | 1926  | weitere Bilder |

## Liste der Objekte

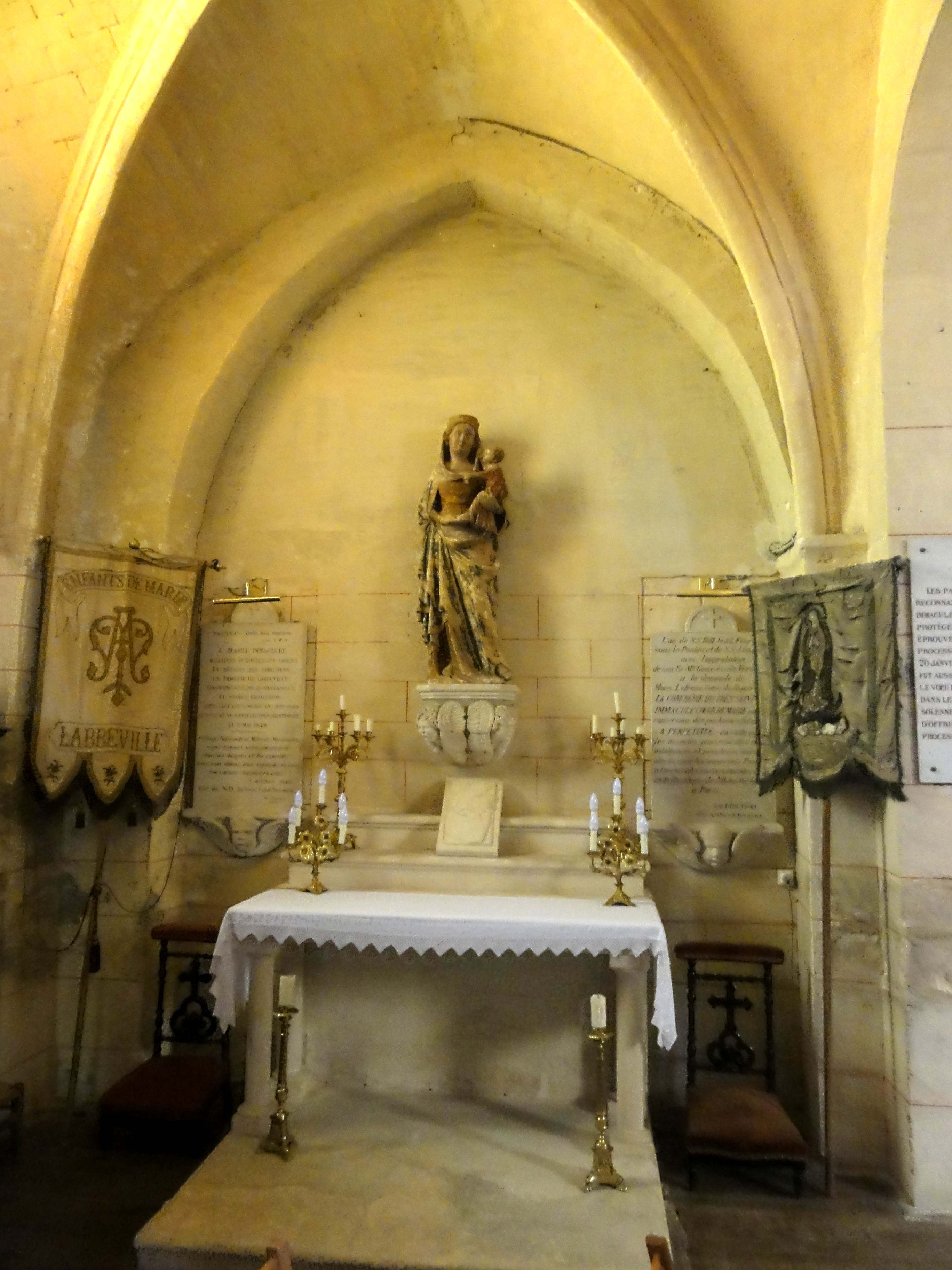
Skulptur Madonna und Kind (14. Jahrhundert) in der Kirche St-Martin

- Monuments historiques (Objekte) in Labbeville in der Base Palissy des französischen Kultusministeriums